# 浙东新四军北撤会议旧址
浙东新四军北撤会议旧址位于中国浙江省绍兴市上虞区丰惠镇（原上虞县城）庙弄社区普发南路3号（原世济弄），原为建于清代的私宅，由南侧的座楼五间和北侧的附房三间组成，均为硬山顶。民国三十四年（1945）8月，上虞县浙东纵队指挥中心曾设立于此。9月23日，中共浙东区党委在此举行扩大会议，决定中共浙东区委与浙东新四军奉中共中央指示北撤，并部署北撤后工作。今座楼底层及附房作为上虞革命史迹陈列馆对外开放
。